# Maurice Leblanc
Pour les articles homonymes, voir Leblanc et Maurice Leblanc (homonymie).
Maurice Leblanc, né Marie Émile Maurice Leblanc le 11 décembre 1864 à Rouen et mort le 6 novembre 1941 à Perpignan, est un romancier français.
Auteur de nombreux romans policiers et d'aventures, il est le créateur du célèbre gentleman-cambrioleur Arsène Lupin. Relégué au rang de « Conan Doyle français », Maurice Leblanc est un écrivain populaire qui a souffert de ne pas avoir la reconnaissance de ses confrères mais a toujours suscité un solide noyau d'amateurs et de quelques lupinologues.
On peut visiter la maison de Maurice Leblanc, le Clos Lupin, à Étretat en Seine-Maritime. L'aiguille d’Étretat forme d’ailleurs l'un des décors du roman L'Aiguille creuse. La revue d'études lupiniennes L'Aiguille preuve est éditée annuellement par l'Association des Amis d'Arsène Lupin (AAAL) fondée en 1985 par le philosophe et essayiste François George.

## Biographie
Maurice Leblanc naît le 11 décembre 1864 à Rouen. Il est le deuxième enfant d'Émile Leblanc, négociant armateur de 34 ans, et de Mathilde Blanche, née Brohy, fille de riches teinturiers, âgée de 21 ans et qui fut accouchée par Achille Flaubert, frère de Gustave Flaubert. Il a pour sœur aînée Jehanne, née en 1863, et pour sœur cadette la cantatrice Georgette Leblanc, née en 1869, qui sera l'interprète de Maurice Maeterlinck et sa compagne de 1895 à 1918.
Pendant la guerre franco-allemande de 1870, son père l'envoie en Écosse dont les paysages ont dû fertiliser son imagination. De retour, il achève ses études à Rouen. Le jeune Maurice reçoit sa première éducation dans une institution libre, la pension Patry, puis, de 1875 à 1882, fait ses études secondaires au lycée Corneille. Adolescent, il fréquente Gustave Flaubert et Guy de Maupassant. Refusant la carrière que son père lui destine dans une fabrique de cardes, il « monte à Paris », en 1888, pour écrire. D’abord journaliste, puis romancier et conteur, son premier roman, Une femme, en 1893 est très remarqué ; il est suivi d'autres ouvrages (Des couples, Voici des ailes et son unique pièce, La pitié, en 1902, qui est un échec, le faisant renoncer pour un temps au théâtre). Il éveille l’intérêt de Jules Renard et d'Alphonse Daudet, sans succès public. Il fréquente les grands noms de la littérature à Paris : Stéphane Mallarmé ou Alphonse Allais. En 1901, il publie L'Enthousiasme, roman autobiographique.

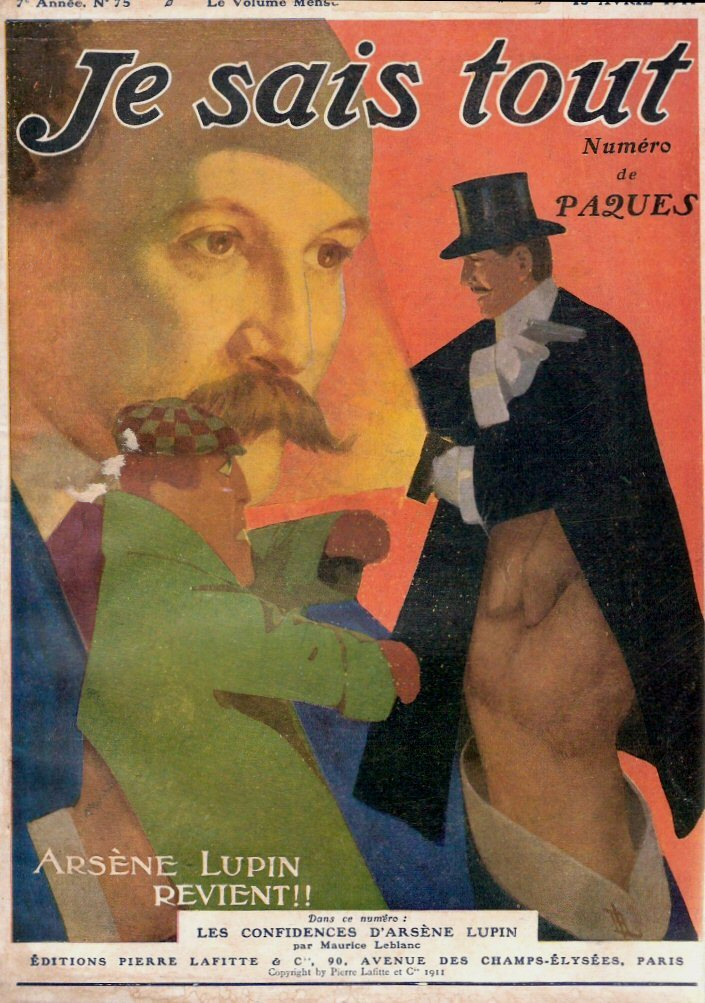
Maurice Leblanc manipule des marionnettes aux effigies d'Arsène Lupin et d'Herlock Sholmès.
Couverture illustrée du périodique Je sais tout no 75 publiant Les Confidences d'Arsène Lupin (15 avril 1911).

En 1905, Pierre Lafitte, directeur du mensuel Je sais tout, lui commande une nouvelle sur le modèle du Raffles d'Ernest William Hornung et des aventures de Sherlock Holmes : L'Arrestation d’Arsène Lupin se révèle un grand succès public, mais Maurice Leblanc souffre déjà de n'avoir pas la reconnaissance des gens de lettres. Deux ans plus tard, Arsène Lupin, gentleman-cambrioleur est publié en livre. La sortie d’Arsène Lupin contre Herlock Sholmès mécontente Conan Doyle, furieux de voir son détective Sherlock Holmes (« Herlock Sholmès ») et son faire-valoir Watson (« Wilson ») ridiculisés par les personnages parodiques créés par Maurice Leblanc.

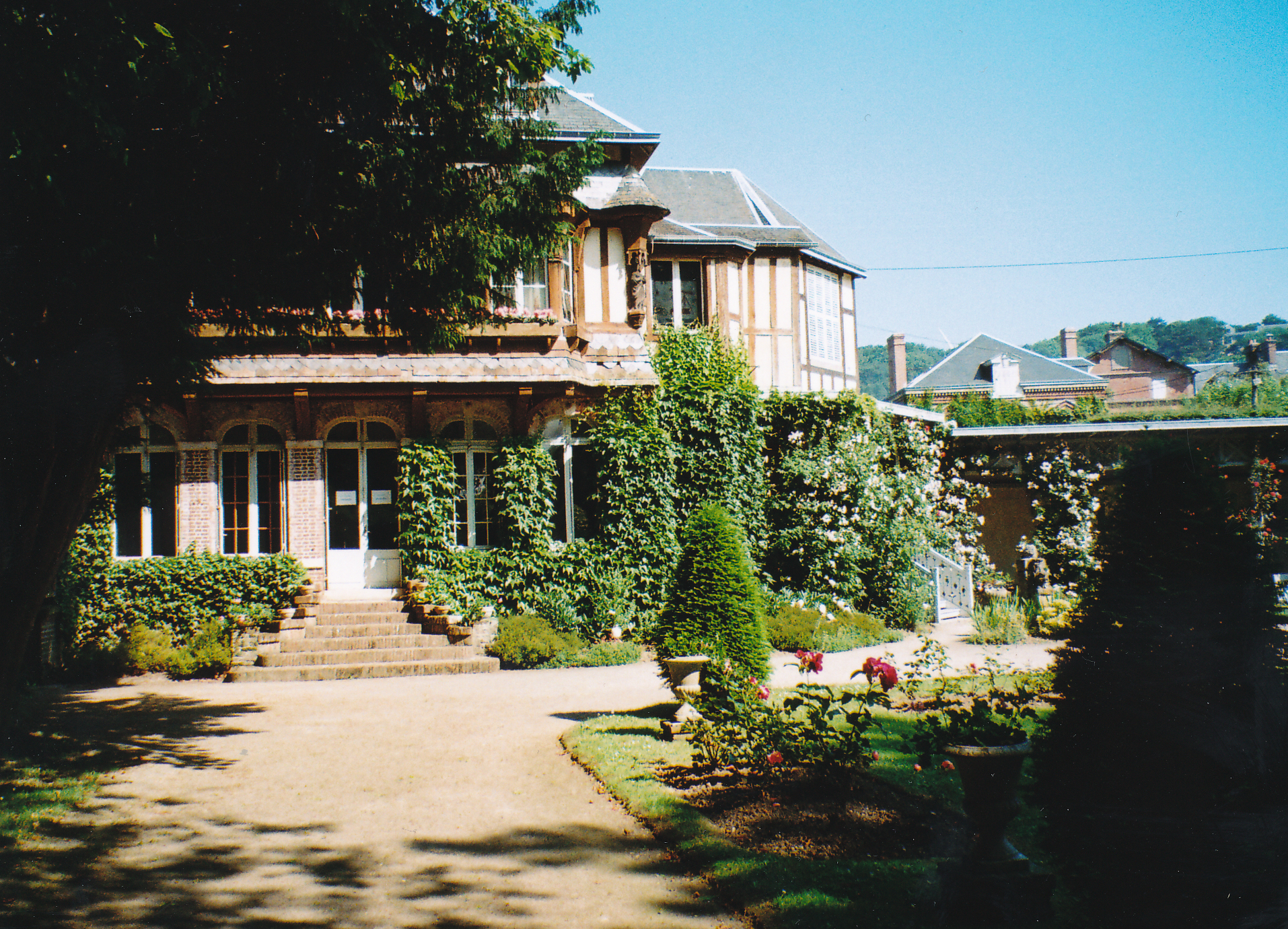
Domicile de Maurice Leblanc à Étretat, aujourd'hui musée.

Maurice Leblanc reçoit la Légion d'honneur, le 17 janvier 1908, des mains du sous-secrétaire d’État aux Beaux-Arts, Étienne Dujardin-Beaumetz, député radical de l’Aude.
Radical-socialiste et libre-penseur, Leblanc s’embourgeoise avec l’âge et la Première Guerre mondiale. Il aurait déclaré : « Lupin, ce n’est pas moi ! » Dès 1910, il tente de tuer son héros dans 813, mais il le ressuscite dans Le Bouchon de cristal, Les Huit Coups de l'horloge, etc.
En 1918, Maurice Leblanc achète à Étretat une maison à colombages de facture anglo-normande où il rédigera 19 romans et 39 nouvelles. Devant l'occupation allemande, il quitte le Clos Lupin et se réfugie en 1939 à Perpignan où il meurt d'une pneumonie en 1941. Exhumé du cimetière Saint-Martin de Perpignan en 1947, il est réinhumé, le 14 octobre de cette même année, à Paris, au cimetière du Montparnasse (10e division), aux côtés de sa femme Marguerite et d'autres membres de sa famille (notamment son beau-frère René Renoult).

### Vie privée
Maurice Leblanc se marie le 10 janvier 1889 à Marie-Ernestine Lalanne (1865-1941). Ils ont une fille ensemble, Louise Amélie Marie Leblanc (28 novembre 1889-1974), qui épouse le poète André Biguet (1892-1918) mais n'aura aucune postérité de son mariage. Les époux ne s'entendent pas et divorcent en 1895. Maurice tombe ensuite amoureux de Marguerite Wormser (5 août 1865 - 20 juin 1950) qui a déjà un fils, Claude Oulmann (12 août 1902 - 29 mars 1994), lequel sera autorisé par décret à porter le nom de Leblanc. La procédure de divorce entamée par Marguerite contre son premier époux traînant en longueur, Maurice a des ennuis de santé et sombre dans la dépression. Ils ne se marient que le 31 janvier 1906.
Florence Leblanc, fille de Claude Oulmann devenu Leblanc, née le 12 mars 1937, épouse de Michel Boespflug (1930-2010), conserve un droit moral sur l'œuvre de Maurice Leblanc depuis son entrée en 2012 dans le domaine public. Elle a découvert Le Dernier Amour d'Arsène Lupin, un inédit de 1936, qui est publié en 2011.
La fille de Florence Leblanc, Nathalie Boespflug, a déposé le 23 juillet 2013 la marque semi-figurative ARSÈNE LUPIN.

## Distinctions
- Officier de la Légion d'honneur (décret du 2 août 1919). Il est fait officier par Marcel Prévost le 14 juin 1920.

## Postérité
Une Association des Amis d’Arsène Lupin est fondée en 1985 par le philosophe François George.
L'œuvre de Maurice Leblanc a inspiré Gaston Leroux (créateur de Rouletabille), ainsi que Souvestre et Allain (créateurs de Fantômas). Les exploits d’Arsène Lupin se déroulaient dans la capitale et dans le pays de Caux, que Maurice Leblanc connaissait bien : collectionneur de cartes postales, il avait recensé pas moins de quatre cents manoirs entre Le Havre, Rouen et Dieppe. Les « lupinophiles » arpentent les lieux cités dans les intrigues de Leblanc en Normandie : Étretat et le trésor des rois de France, Tancarville, le passage souterrain de Jumièges devant mener au trésor médiéval des abbayes, etc.

## Œuvres

### Ouvrages faisant intervenir le personnage d'Arsène Lupin
La série Arsène Lupin compte 17 romans et 39 nouvelles, ainsi que 5 pièces de théâtre, tous écrits de 1905 à 1941.
- Arsène Lupin, gentleman-cambrioleur (1907), recueil de 9 nouvelles comprenant L'Arrestation d'Arsène Lupin, Arsène Lupin en prison, L'Évasion d'Arsène Lupin, Le Mystérieux Voyageur, Le Collier de la reine, Le Coffre-fort de madame Imbert, Herlock Sholmès arrive trop tard[14], La Perle noire et Le Sept de cœur.
- Arsène Lupin contre Herlock Sholmès (1908), recueil comprenant le roman La Dame blonde et la nouvelle La Lampe juive.
- L'Aiguille creuse (1909), roman.
- 813 (1910), roman réédité en deux volumes en 1917 sous les titres La Double Vie d’Arsène Lupin et Les Trois Crimes d’Arsène Lupin, aujourd'hui réédité sous le titre original 813.
- Le Bouchon de cristal (1912), roman.
- Les Confidences d'Arsène Lupin (1913), recueil de 9 nouvelles comprenant : Les Jeux du soleil, L'Anneau nuptial, Le Signe de l'ombre, Le Piège infernal, L'Écharpe de soie rouge, La Mort qui rôde, Le Mariage d'Arsène Lupin, Le Fétu de paille et Édith au cou de cygne.
- L'Éclat d'obus (1916), roman.
- Le Triangle d'or (1918), roman.
- L'Île aux trente cercueils (1919), roman.
- Les Dents du tigre (1921), roman.
- Les Huit Coups de l'horloge (1923), recueil de 8 nouvelles comprenant Au sommet de la tour, La Carafe d'eau, Thérèse et Germaine, Le Film révélateur, Le Cas de Jean-Louis, La Dame à la hache, Des pas sur la neige et Au Dieu Mercure.
- La Comtesse de Cagliostro (1924), roman.
- The Overcoat of Arsène Lupin, nouvelle parue en 1926 dans The Popular Magazine, dont la plus grande partie reprend la trame de La Dent d'Hercule Petitgris (1924), en y transposant le personnage d'Arsène Lupin[15].
- La Demoiselle aux yeux verts (1927), roman.
- L'Homme à la peau de bique (1927), nouvelle.
- L'Agence Barnett et Cie (1928), recueil de 8 nouvelles comprenant Les Gouttes qui tombent, La Lettre d'amour du roi George, La Partie de baccara, L'Homme aux dents d'or, Les Douze Africaines de Béchoux, Le Hasard fait des miracles, Gants blancs… guêtres blanches… et Béchoux arrête Jim Barnett.
- The Bridge That Broke (Le Pont qui s'effondre), 1929, nouvelle publiée dans l'édition anglaise de L'Agence Barnett et Cie ; le texte original français n'a jamais été publié.
- La Demeure mystérieuse (1929), roman.
- Le Cabochon d'émeraude (1930), nouvelle.
- La Barre-y-va (1931), roman.
- La Femme aux deux sourires (1933), roman.
- Victor, de la Brigade mondaine (1933), roman.
- La Cagliostro se venge (1935), roman.
- Les Milliards d'Arsène Lupin (1941, posthume), roman : édition incomplète ; le texte intégral a été publié en feuilleton dans L'Auto du 10 janvier au 11 février 1939 ; première édition intégrale en volume en 2015.
- Le Dernier Amour d'Arsène Lupin (2012, posthume), roman ; édition d'un texte resté à l'état de brouillon.
- Le Pardessus d'Arsène Lupin (2016, posthume), traduction française de The Overcoat of Arsène Lupin (1926), adaptation en anglais de l'ouvrage La Dent d'Hercule Petitgris (1924), Hercule Petit-gris se révélant être Arsène Lupin dans la version anglaise uniquement.

#### Pièces de théâtre
- Arsène Lupin, pièce de théâtre écrite en collaboration avec Francis de Croisset (1908).
- Une aventure d'Arsène Lupin, pièce de théâtre (1911).
- Le Retour d'Arsène Lupin, pièce de théâtre, écrite avec Francis de Croisset (1920).
- Cette femme est à moi, pièce de théâtre (1930).
- Un quart d'heure avec Arsène Lupin, pièce de théâtre (1932)[16].

### Autres ouvrages
- Des couples (1890). Recueil de 7 contes et nouvelles, réédité aux Éditions des Falaises en 2002.
- Une femme (1893). Roman, réédité aux Éditions des Falaises en 2011.
- Ceux qui souffrent (1894). Recueil de 26 contes
- L'Œuvre de mort (1895). Réédité aux Éditions des Falaises en 2013
- Les Heures de mystère (1896). Recueil de 26 contes
- Armelle et Claude (1897). Roman
- Voici des ailes ! (1898). Roman court, réédité aux Éditions Phébus en 1998.
- Les Lèvres jointes (1899). Recueil de 30 contes
- L'Enthousiasme (1901). Roman
- Les Yeux purs (1902). Roman court, premier essai de l'auteur dans le genre mystérieux, publié ensuite dans La Robe d'écailles roses (1912) sous le titre Le Roman d'une jeune fille. Première édition séparée en langue française par Archives et documents Presse et Feuilletons (ADPF) en 2019.
- Un gentleman (1903). Conte
- Service d'ami (1904). Conte
- Gueule-rouge 80-chevaux, contes, ill. par Louis Lucien Faure-Dujarric, (P. Ollendorff, 1904).
- La Frontière (1911). Roman
- La Robe d'écailles roses (1912). Recueil de 15 contes, un roman court (Le Roman d'une jeune fille, paru en 1902 sous le titre Les Yeux purs) et une pièce de théâtre. Seule la réédition illustrée chez Lafitte en 1922 (coll. Idéal-Bibliothèque) est complète. Toutes les autres rééditions sont partielles, avec 10 contes et le roman court (Lafitte/Hachette, 1920, 1934, Hachette, 1941, Glénat, 1979).
- La Pitié, pièce en 3 actes (1912).
- Le Cercle rouge (1917). Ciné-roman publié en feuilleton en 1916-17
- Les Trois Yeux (1920). Roman de merveilleux scientifique
- Le Formidable Événement (1921). Roman de merveilleux scientifique
- Le Coffret de voyage (1921). Nouvelle publiée dans Je sais tout
- Dorothée, danseuse de corde (1923). Roman d'aventures policières
- La Dent d'Hercule Petitgris (1924). Nouvelle policière
- La Vie extravagante de Balthazar (1925). Roman d'aventures
- Le Prince de Jéricho (1930). Roman policier
- De minuit à sept heures (1932). Roman policier
- La Forêt des aventures (1932). Roman d'aventures. Première publication en feuilleton dans Le Gaulois en 1927 sous le titre Peau d’Âne et Don Quichotte, co-écrit avec André de Maricourt.
- L'Image de la femme nue (1934). Roman
- Le Chapelet rouge (1934). Roman policier. Première publication en feuilleton dans La Volonté en 1932 sous le titre Les Clés mystérieuses. Réédité sous ce titre chez Glénat en 1975, coll. Marginalia.
- Le Scandale du gazon bleu (1935). Roman
- Contes 1892-1897, Éditions Bibebook, 2015. Recueil de contes
- Contes du soleil et de la pluie 1902-1907, préface et bibliographie Jean-Luc Buard, La Bibliothèque internationale Maurice Leblanc/Archives et documents (Paris)/Lulu.com, 2018, 458 p.  (ISBN 978-0-244-07665-8). Recueille l'intégrale des 110 contes et articles parus dans le quotidien L'Auto, dont près d'un tiers jamais réédités à ce jour et plusieurs proto-lupiniens.
- Contes de Gil Blas 1892-1904, préface Hervé Lechat, bibliographie Jean-Luc Buard, La Bibliothèque internationale Maurice Leblanc/Archives et documents (Paris)/diffusion Lulu.com, 2018, 737 pp.  (ISBN 978-0-244-40171-9). Recueille l'intégrale des 180 contes parus dans le quotidien Gil Blas, ainsi que dix articles. Couverture illustrée par Albert Guillaume.
- Contes du journal et d'ailleurs 1890-1929, préface Cédric Hannedouche, postface et bibliographie Jean-Luc Buard, La Bibliothèque internationale Maurice Leblanc/Archives et documents (Paris)/diffusion Lulu.com, 2018, 713 pp.  (ISBN 978-0-244-73058-1). Couverture illustrée par Fred Browne. Recueille l'intégrale des 110 contes et nouvelles parus dans les quotidiens Le Journal, Excelsior, Le Figaro, etc., dans les périodiques Femina, Candide, etc. durant toute la carrière de l'auteur et non recueillis dans les deux précédents volumes. Sur une idée de Jacques Olliveau, ces trois volumes réunissent, pour la première fois, tous les contes et nouvelles de l'auteur en dehors du cycle d'Arsène Lupin, soit 400 textes.